# جوني هيندريكس
جوني هيندريكس (بالإنجليزية: Johny Hendricks) هو فنان قتال مختلط أمريكي، ولد في 12 سبتمبر 1983 في أدا في الولايات المتحدة.

## وصلات خارجية
- الموقع الرسمي
- جوني هيندريكس على موقع بوكس ريك (الإنجليزية) (registration required)
- جوني هيندريكس على موقع يو إف سي (الإنجليزية)
- جوني هيندريكس على موقع شيردوغ (الإنجليزية)
- جوني هيندريكس على موقع Tapology.com (الإنجليزية)
- جوني هيندريكس على موقع IMDb (الإنجليزية)
- جوني هيندريكس على موقع قاعدة بيانات الفيلم (الإنجليزية)